# André Chrétien
Ne pas confondre avec André Chrétien (en), pentathlonien moderne ayant participé aux JO de 1936
Pour les articles homonymes, voir Chrétien (homonymie).
André Chrétien (Baudoncourt, 4 novembre 1899 - Boulogne-Billancourt, 8 octobre 1996) est un chimiste français.

## Biographie
Après un diplôme d'ingénieur chimiste (1922), il enseigne à la Faculté des sciences de Strasbourg de 1929 à 1938 avant d'être nommé professeur de chimie minérale à la Sorbonne en 1942.
André Chrétien est l'élève de Georges Urbain. Il est l'un des deux professeurs qui se disputent le domaine de la chimie dite minérale dans l'université française au milieu du XXe siècle en concurrence avec Georges Chaudron : la lutte de la « Chaudronnerie » contre la « Chrétienté ».
Professeur de chimie minérale à la Sorbonne, il mène des recherches sur la chimie des espèces en solution aqueuse et non aqueuse à température ambiante. Ses techniques expérimentales – à la fois physiques et chimiques – sont innovantes et précises, mais les théories qu’il utilise datent du XIXe siècle. Après avoir traité de « chimie pure » jusqu’à la fin des années 1930, il aborde dans les années 1940 quelques sujets qui conduiront à des applications industrielles.
Il est très présent dans les instances nationales de la recherche, par exemple les commissions du Centre national de la recherche scientifique (CNRS) dès 1945 et de l’enseignement des sciences, notamment comme professeur (1945) et président du jury d’admission à l’École normale supérieure (ENS) de Fontenay-aux-Roses (1950).
L'un de ses disciples les plus connus est Paul Hagenmuller qui fonde à Bordeaux, en 1961, le Laboratoire de chimie minérale structurale (futur Laboratoire de chimie du solide).

## Publications
- Nouveau traité de chimie minérale, Masson et Cie, 1966  (ISBN 2-225-57123-6 et 978-2-225-57123-7)
- Chimie minérale, Éditions Claude Hermant, coll. Les Cours de Sorbonne, 1946
- Jubilé scientifique du professeur André Chrétien : 20 octobre 1973, Gauthier-Villars, 1973